# Turbo C
Turbo C era un entorno de desarrollo integrado y compilador desarrollado por Borland para programar en lenguaje C.
Su primera versión es de 1987, a la que siguieron las versiones 1.5 y 2.0, de 1989. Fue el compilador más popular para desarrollar en C en entornos MS-DOS. Se le considera el primer IDE para C disponible para dicha plataforma.
Fue sustituido por Turbo C++ en 1990. La siguiente versión fue llamada Borland C++, y en la versión 3.0 el nombre Turbo C++ fue retomado. Tras el Borland C++ llegó el C++Builder. 
- 1987: Turbo C 1.0
- 1987: Turbo C 1.1
- 1988: Turbo C 1.5
- 1989: Turbo C 2.0 (ahora con debugger integrado, también para el Atari ST)
- 1990: Turbo C++ 1.0
- 1991: Turbo C++ 1.01
- 1991: Turbo C++ 2.0
- 1992: Turbo C++ 3.0

## Lanzamiento como Freeware
Ambos productos, junto a los otros IDEs pero de ninguna manera el de Borland, pasaron a la nueva filial, CodeGear (filial de Embarcadero Technologies). En noviembre de 2006 se relanzó el compilador Turbo C y las versiones para MS-DOS del Turbo C++ como freeware.